# Cavetown (Maryland)
Cavetown és una concentració de població designada pel cens dels Estats Units a l'estat de Maryland. Segons el cens del 2000 tenia 1.486 habitants.

## Demografia
Segons el cens del 2000, Cavetown tenia 1.486 habitants, 577 habitatges, i 461 famílies. La densitat de població era de 297,3 habitants per km².
Dels 577 habitatges en un 28,9% hi vivien nens de menys de 18 anys, en un 71,4% hi vivien parelles casades, en un 5,2% dones solteres, i en un 20,1% no eren unitats familiars. En el 17,2% dels habitatges hi vivien persones soles el 9% de les quals corresponia a persones de 65 anys o més que vivien soles. El nombre mitjà de persones vivint en cada habitatge era de 2,58 i el nombre mitjà de persones que vivien en cada família era de 2,88.
Per edats la població es repartia de la següent manera: un 22,5% tenia menys de 18 anys, un 5,2% entre 18 i 24, un 27,1% entre 25 i 44, un 28,3% de 45 a 60 i un 16,9% 65 anys o més.
L'edat mediana era de 42 anys. Per cada 100 dones de 18 o més anys hi havia 96,3 homes.
La renda mediana per habitatge era de 48.816 $ i la renda mediana per família de 60.238 $. Els homes tenien una renda mediana de 38.523 $ mentre que les dones 28.173 $. La renda per capita de la població era de 19.790 $. Entorn del 2,8% de les famílies i el 3,8% de la població estaven per davall del llindar de pobresa.

## Poblacions més properes
El següent diagrama mostra les poblacions més properes.